# Rosy Hollender
Rosy Hollender (ou Rosie, ou Rachel - Holender ou Hollander ; née le 20 novembre 1911 à Zduńska Wola et morte le 30 mars 1998 à Bruxelles) est une avocate juive polonaise réfugiée à Bruxelles. Militante pacifiste et membre du Parti communiste, elle s'engage dans la résistance contre le nazisme au sein du Front de l'indépendance. Elle est la première femme à occuper un poste de direction d'une organisation de la nébuleuse communiste belge.

## Biographie
Rosy Hollender arrive à Bruxelles avec ses parents en 1919. Elle y fait des études de droit et devient avocate.  Avant la Seconde Guerre mondiale, elle est active au sein du Comité mondial des femmes contre la guerre et le fascisme créé en 1934. Rosy Hollender est aussi membre du Droit humain, une obédience maçonnique. Elle entre au Parti communiste de Belgique en 1938 et collabore à l’appareil illégal du Parti en 1939-1940,.
L'avocate Rosy Hollender défend en justice, jusqu'à l'invasion allemande,  les militants communistes  emprisonnés comme, en 1949, Marinette Weiler, Alia Ramette et Martha Desrumaux

### Résistance contre le nazisme
Rosy Hollender s'engage dans la résistance au sein du Front de l'indépendance qui, en plus de soutenir la résistance armée, est responsable des formes de résistance non violentes. Elle participe à la réalisation du journal communiste clandestin, Les Temps nouveaux et assure d'importantes liaisons pour le Parti communiste. Rosy Hollender est aussi active au sein de Justice Libre, organe de la section judiciaire du Front de l'indépendance. En juin 1941, elle est contrainte à enter dans la clandestinité et devient responsable de l’intendance nationale des Partisans armés (PA). En mars 1943, elle est responsable de la propagande pour le Parti à Verviers. Sa jeune sœur, Eva Hollender (1921-), membre des Étudiants marxistes est courrière nationale avant de lui succéder à l’intendance. Toutes deux sont les premières femmes appelées à la direction d’un service en rapport étroit avec les Partisans armés,,,,,.
Rosy Hollender dirige, à partir de 1943 (ou 1944), selon les sources, le Service de Solidarité, une structure d'aide aux familles des victimes des forces d'occupation. Solidarité adhère officiellement au Front de l'indépendance en novembre 1942. Dès lors, des milliers d'hommes et surtout de femmes se dévouent sans compter pour récolter et distribuer des fonds aux proches des résistants du Front de l'indépendance, capturés par l'ennemi. Rosy Hollender reste à sa tête jusqu'en 1951,,.

### Pacifisme
Après la guerre, le Parti communiste affecte Rosy Hollender à une organisation de prisonniers politiques, la reléguant, comme d'autres femmes, à une tâche traditionnelle de femmes. Cependant, elle exerce encore durant dix ans le secrétariat de la présidence et du bureau politique du Parti et, de 1951 à 1966, est membre du comité central,.
Rosy Hollender codirige, de 1951 à 1970, l'Union belge pour la défense de la paix, créée en 1949 comme la branche belge du Conseil mondial de la paix. À ce titre, elle est membre du Comité d’Honneur de la Marche anti-atomique et du Comité de coordination des forces de Paix,,,. C'est aussi à ce titre qu'elle défile le 8 mars 1952, en femme-sandwich, contre l'idée d'une armée européenne avec d'autres personnalités comme Xavier Relecom, Antoine Allard et Isabelle Blume,[réf. à confirmer].
Le 24 mai 1950 Rosy Hollender participe à la Conférence des Amitiés belgo-soviétiques.  Elle fait aussi partie de la délégation belge du Conseil mondial de la paix en 1950.

### Archives communistes
Le Parti communiste belge confie ses archives à la Fondation Joseph Jacquemotte. Rosy Hollender en dirige la gestion à partir de 1984 et en ouvre l'accès aux étudiants et chercheurs.